# Wolfgang Weigl
Wolfgang Weigl (* 1978 in Marktoberdorf) ist ein deutscher Filmeditor und Filmemacher.

## Leben und Wirken
Wolfgang Weigl montierte seine ersten Filme im Vorführraum des örtlichen Kinos von Türkheim, wo er mehrere Jahre lang den Filmprojektor bediente. Nach Praktika in den Bereichen Licht und Schnitt, konnte er sich als Schnittassistent von Peter Przygodda bei Kinofilmen wie Tattoo und Augenlied profilieren, bevor er den Schnitt von Stefan Sarazins Spielfilm Nitschewo übernahm. Seither montierte Wolfgang Weigl zahlreiche Spiel- und Dokumentarfilme. Unter anderem stand er auch Peter Przygodda als Co-Editor bei den Musikdokumentationen Música Cubana und Furtwänglers Liebe zur Seite. Nach mehreren Musikvideos und eigenen Kurzfilmen gründete Wolfgang Weigl zusammen mit Toby Bräuhauser und Robert Vervloet 2004 die Filmproduktionsfirma Piratenfilm, mit der er sein Spielfilmdebüt Blindlings realisierte, welches auf dem Münchner Filmfest 2009 seine Premiere feierte und in vier Kategorien für den Förderpreis Deutscher Film nominiert wurde.
Wolfgang Weigl lebt in München und Winterthur.

## Filmografie (Auswahl)
- 2003: Nitschewo
- 2004: Música cubana (Ko-Editor)
- 2005: Kalte Haut
- 2006: Fair Trade
- 2006: 41 Sekunden
- 2007: Heile Welt
- 2007: Der Rauch der Träume (Fernsehfilm)
- 2008: Butchered – Keiner kann entkommen (Steel Trap)
- 2008: Don Quichote – Gib niemals auf! (Fernsehfilm)
- 2009: tschuschen:power (Fernsehserie)
- 2009: Blindlings (Drehbuch zusammen mit Florian Puchert und Wolfgang Böhm, außerdem selbst Regie, Editor, Produzent)
- 2009: Die zwei Leben des Daniel Shore
- 2010: Die Hummel
- 2011: Unter Verdacht: Rückkehr
- 2012: Puppe
- 2012: Eastalgia
- 2013: Rubinrot
- 2013: Hattinger und die kalte Hand
- 2014: Landauer – Der Präsident
- 2014: Saphirblau
- 2014: Sein Name war Franziskus
- 2015: Das Dorf des Schweigens
- 2016: Das Tagebuch der Anne Frank
- 2018: Die kleine Hexe
- 2020: Frieden (Fernsehserie)
- 2021: Hannes
- 2022: Die goldenen Jahre
- 2022: Totenfrau (Fernsehserie)
- 2022: Das Privileg – Die Auserwählten
- 2024: Friedas Fall
- 2024: Die schönste Bescherung (Fernsehfilm)

## Auszeichnungen
- 2005: Förderpreis für den Schnitt von Kalte Haut beim Deutschen Kamerapreis
- 2006: BMW Group Förderpreis Schnitt für den Schnitt von Fair Trade
- 2009: 4 Nominierungen für den Förderpreis Deutscher Film beim Filmfest München für Blindlings (in den Kategorien: Regie, Produktion, Drehbuch, beste Hauptdarstellerin)
- 2010: Nominierung für den  Schnitt Preis Spielfilm auf dem Kölner Filmfestival Film+10 für Die zwei Leben des Daniel Shore